# Quincey (Haute-Saône)
Pour les articles homonymes, voir Quincey.
Quincey est une commune française située dans le département de la Haute-Saône, la région culturelle et historique de Franche-Comté et la région administrative Bourgogne-Franche-Comté.

## Géographie
Cette commune fait partie de l'agglomération urbaine de Vesoul (située au sud-est de l'agglomération vésulienne).

### Climat
Pour des articles plus généraux, voir Climat de la Bourgogne-Franche-Comté et Climat de la Haute-Saône.
En 2010, le climat de la commune est de type climat de montagne, selon une étude du Centre national de la recherche scientifique s'appuyant sur une série de données couvrant la période 1971-2000. En 2020, Météo-France publie une typologie des climats de la France métropolitaine dans laquelle la commune est exposée à un climat semi-continental et est dans la région climatique  Lorraine, plateau de Langres, Morvan, caractérisée par un hiver rude (1,5 °C), des vents modérés et des brouillards fréquents en automne et hiver. 
Pour la période 1971-2000, la température annuelle moyenne est de 10,4 °C, avec une amplitude thermique annuelle de 17,2 °C. Le cumul annuel moyen de précipitations est de 1 142 mm, avec 13,2 jours de précipitations en janvier et 9,9 jours en juillet. Pour la période 1991-2020, la température moyenne annuelle observée sur la station météorologique de Météo-France la plus proche, « Frotey_sapc », sur la commune de Frotey-lès-Vesoul à 1 km à vol d'oiseau, est de 11,2 °C et le cumul annuel moyen de précipitations est de 914,2 mm. 
La température maximale relevée sur cette station est de 38,5 °C, atteinte le 25 juillet 2019 ; la température minimale est de −14,9 °C, atteinte le 20 décembre 2009,,. 
Les paramètres climatiques de la commune ont été estimés pour le milieu du siècle (2041-2070) selon différents scénarios d'émission de gaz à effet de serre à partir des nouvelles projections climatiques de référence DRIAS-2020. Ils sont consultables sur un site dédié publié par Météo-France en novembre 2022.

## Urbanisme

### Typologie
Au 1er janvier 2024, Quincey est catégorisée ceinture urbaine, selon la nouvelle grille communale de densité à sept niveaux définie par l'Insee en 2022.
Elle appartient à l'unité urbaine de Vesoul, une agglomération intra-départementale regroupant huit  communes, dont elle est une commune de la banlieue,,. Par ailleurs la commune fait partie de l'aire d'attraction de Vesoul, dont elle est une commune de la couronne,. Cette aire, qui regroupe 158 communes, est catégorisée dans les aires de 50 000 à moins de 200 000 habitants,.

### Occupation des sols
L'occupation des sols de la commune, telle qu'elle ressort de la base de données européenne d’occupation biophysique des sols Corine Land Cover (CLC), est marquée par l'importance des territoires agricoles (62,2 % en 2018), en diminution par rapport à 1990 (63,6 %). La répartition détaillée en 2018 est la suivante : 
zones agricoles hétérogènes (43,2 %), forêts (30,9 %), prairies (18,5 %), zones urbanisées (6,1 %), zones industrielles ou commerciales et réseaux de communication (0,8 %), terres arables (0,4 %). L'évolution de l’occupation des sols de la commune et de ses infrastructures peut être observée sur les différentes représentations cartographiques du territoire : la carte de Cassini (XVIIIe siècle), la carte d'état-major (1820-1866) et les cartes ou photos aériennes de l'IGN pour la période actuelle (1950 à aujourd'hui).

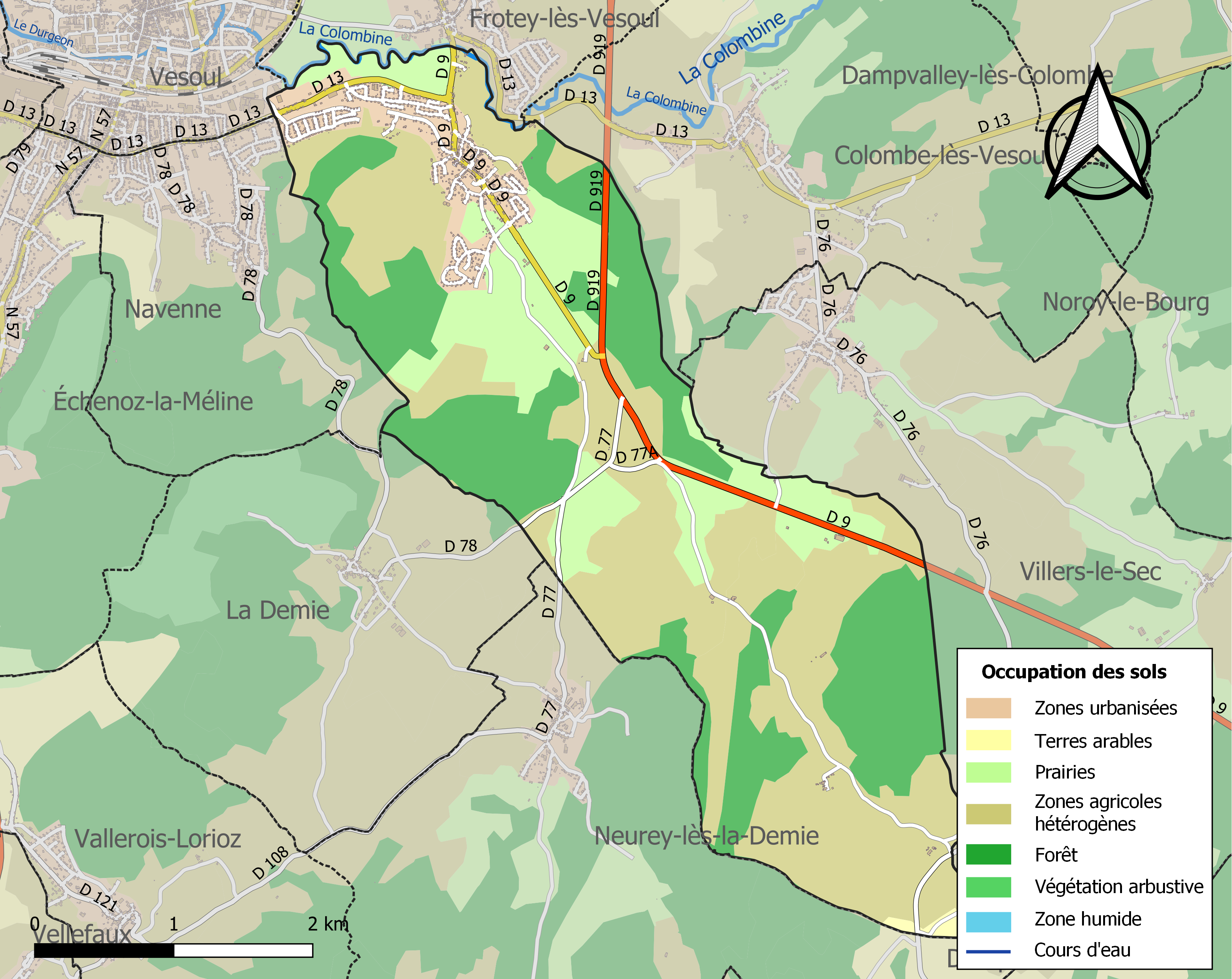
Carte des infrastructures et de l'occupation des sols de la commune en 2018 (CLC).

### Transports
La commune est desservie par la ligne régulière  7  et le service Direct scolaire  D5  et par des services de transport à la demande (Moova la demande, Moova access et Moova flexo) des transports en commun Moova de la communauté d'agglomération de Vesoul.

### Hydrographie
La rivière la Colombine traverse la commune. La Colombine est un affluent du Durgeon en rive gauche, donc un sous-affluent du Rhône par la Saône.

## Histoire
Quincey est un village ancien, qui a conservé de nombreuses traces du passé. L'ancien château seigneurial tout d'abord, dans lequel les seigneurs de Quincey ont vécu de 1245 à 1609 fut également la demeure du peintre Pascal Dagnan-Bouveret (élève du peintre vésulien Gérôme) au début du XXe siècle.
Le Château Neuf a, quant à lui, accueilli les seigneurs de Mesmay de 1610 à 1789. Il fut détruit par une explosion en 1789, peu après la prise de la Bastille, mais on peut encore voir ses caves voûtées.
Le village a été desservi de 1911 à 1938 par la ligne Vesoul - Saint-Georges des Chemins de fer vicinaux de la Haute-Saône, un réseau départemental de chemin de fer secondaire à voie métrique surnommé le Tacot. On y voit encore le Pont du Tacot sur la RD9.

### «L'attentat de Quincey»
Le 19 juillet 1789 au soir, des soldats et paysans arrivent au château pour fêter le récent rappel de Jacques Necker. Les jours précédents, la tension entre les villageois de Quincey et leur seigneur, Jean Antoine Marie de Mesmay (1751-1826), conseiller au Parlement de Besançon et baron de Montaigu (cf. Neuchâtel > Histoire : les seigneurs), époux en 1782 de Louise-Marguerite de Clermont-Mont-St-Jean (sœur de Jacques) et défenseur acharné des privilèges nobiliaires, était grandissante. Ce dernier avait recommandé à ses domestiques de ne pas s'opposer à l'arrivée des villageois dans son château et de leur offrir du vin pour les apaiser. Mais pendant la nuit, une partie d'entre eux s'introduisit dans une dépendance où étaient stockés des barils de poudre. Prenant les barils pour des tonneaux de vin, ils les fracturèrent et leur torches y mirent le feu. L'explosion détruisit le bâtiment, quatre hommes furent tués et quatre autres blessés. L’épisode qui connait rapidement un retentissement national, est aussitôt dramatisé à l’Assemblée par un député de Franche-Comté et contribuera largement à ce qui sera appelé la « Grande Peur ». Prenant une importance totalement démesurée, l’accident est interprété comme un attentat : M. de Mesmay, aurait attiré le Tiers-État dans un guet-apens. La panique puis le pillage des châteaux ainsi que les actes de violence, se propagent à travers le bailliage d'Amont (actuelle Haute-Saône) jusque dans le Jura, à la ville de Bletterans. Ainsi à Charmoille, Montjustin, Vauvillers, Lure, Cherlieu et à Avilley, les châteaux et abbayes sont attaqués et incendiés. Le calme ne reviendra que très progressivement.
L'innocence de M. de Mesmay finit par être reconnue, lors d'un procès achevé le 31 août 1790.

## Politique et administration

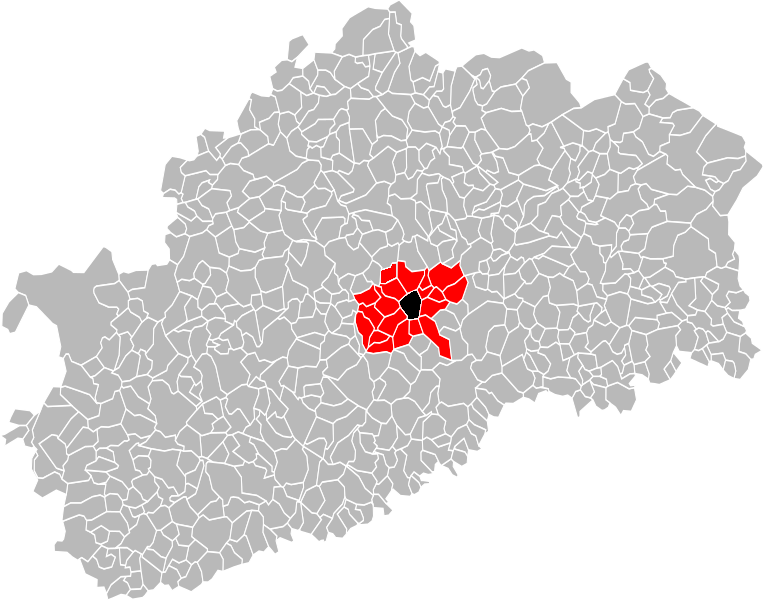
Carte départementale montrant en rouge les communes de la communauté d'agglomération de Vesoul.

### Rattachements administratifs et électoraux
La commune fait partie de l'arrondissement de Vesoul du département de la Haute-Saône, en région Bourgogne-Franche-Comté. Pour l'élection des députés, elle dépend de la première circonscription de la Haute-Saône.
Elle faisait partie depuis 1793 du canton de Vesoul. Celui-ci est scindé en 1973 et la commune intègre le canton de Vesoul-Est. Dans le cadre du redécoupage cantonal de 2014 en France, la commune fait désormais partie du canton de Vesoul-2.

### Intercommunalité
La commune fait partie depuis 1969 du District urbain de Vesoul, transformé en 2001 en communauté de communes de l'agglomération de Vesoul, puis en 2012 la communauté d'agglomération de Vesoul, appartenant elle-même au pays de Vesoul et du Val de Saône.

### Tendances politiques et résultats

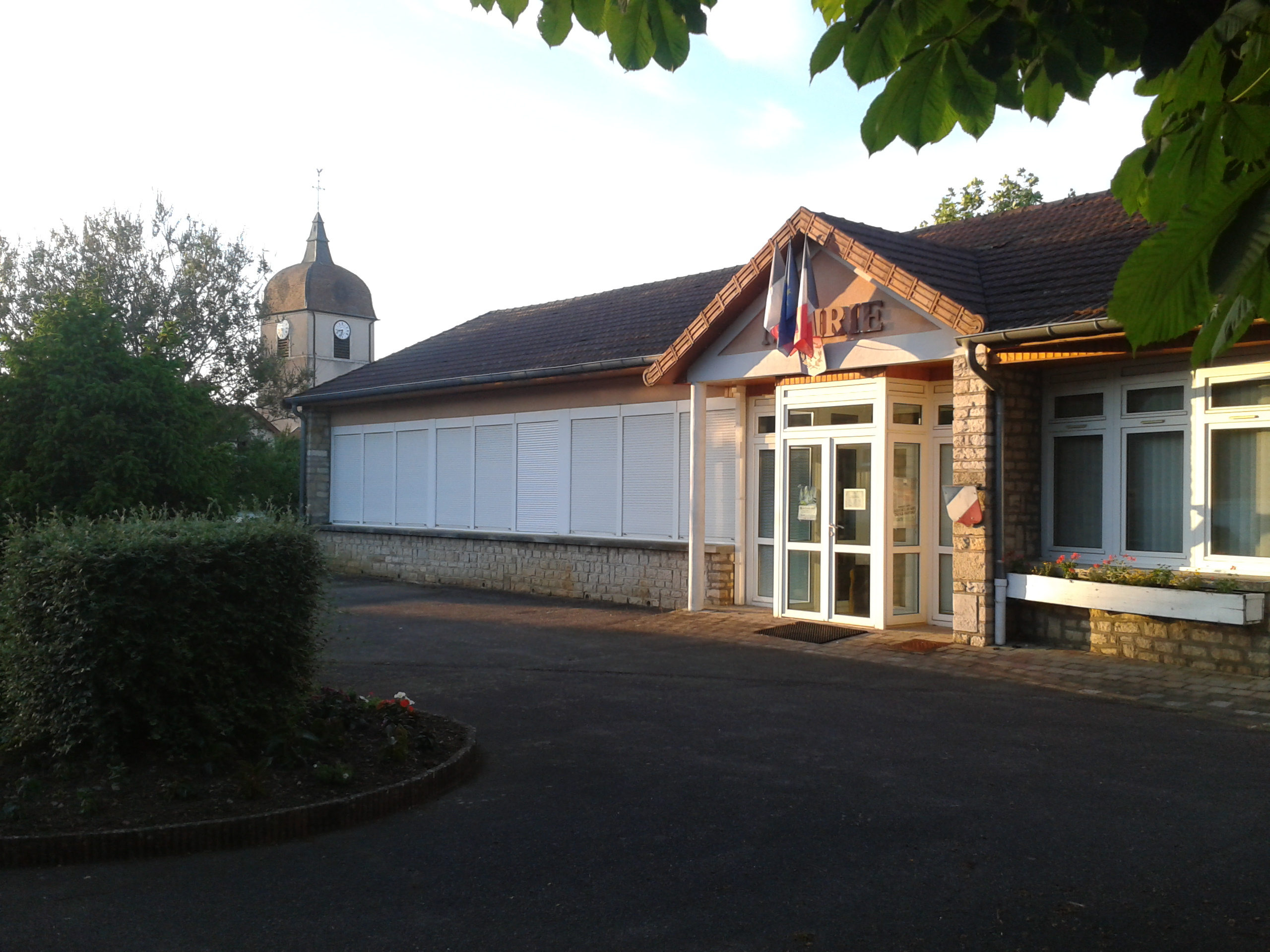
La mairie de Quincey.

### Liste des maires
| Période                                  | Période                      | Identité                | Étiquette | Qualité                                                                                                  |
| ---------------------------------------- | ---------------------------- | ----------------------- | --------- | --- |
| Les données manquantes sont à compléter. |                              |                         |           | |
| 1919                                     | 1926                         | Joseph-Alexandre Garret |           | |
| 1926                                     | 1953                         | Charles Chevillard      |           | |
| 1953                                     | 1955                         | Maurice Courrier        |           | |
| 1955                                     | 1960                         | Charles Chevillard      |           | |
| 1960                                     | 1974                         | Charles Durand          |           | |
| 1974                                     | 2001                         | Marcel Clavier          |           | |
| 2001                                     | mai 2020                     | François Baptizet       |           | Retraité de la fonction publique Vice-président de la communauté d'agglomération de Vesoul (2008 → 2020) |
| mai 2020                                 | En cours (au 9 juillet 2020) | Bruno Bidoyen           |           | Vice-président de la communauté d'agglomération de Vesoul (2020 → )                                      |

## Population et société

### Démographie
L'évolution du nombre d'habitants est connue à travers les recensements de la population effectués dans la commune depuis 1793. Pour les communes de moins de 10 000 habitants, une enquête de recensement portant sur toute la population est réalisée tous les cinq ans, les populations de référence des années intermédiaires étant quant à elles estimées par interpolation ou extrapolation. Pour la commune, le premier recensement exhaustif entrant dans le cadre du nouveau dispositif a été réalisé en 2007.

En 2022, la commune comptait 1 359 habitants, en évolution de −2,72 % par rapport à 2016 (Haute-Saône : −1,4 %, France hors Mayotte : +2,11 %).
| 1793 | 1800 | 1806 | 1821 | 1831 | 1836 | 1841 | 1846 | 1851 |
| ---- | ---- | ---- | ---- | ---- | ---- | ---- | ---- | ---- |
| 489  | 460  | 504  | 485  | 498  | 485  | 488  | 479  | 503  |

| 1856 | 1861 | 1866 | 1872 | 1876 | 1881 | 1886 | 1891 | 1896 |
| ---- | ---- | ---- | ---- | ---- | ---- | ---- | ---- | ---- |
| 450  | 449  | 435  | 437  | 444  | 402  | 395  | 407  | 356  |

| 1901 | 1906 | 1911 | 1921 | 1926 | 1931 | 1936 | 1946 | 1954 |
| ---- | ---- | ---- | ---- | ---- | ---- | ---- | ---- | ---- |
| 330  | 371  | 352  | 323  | 325  | 378  | 383  | 422  | 447  |

| 1962 | 1968 | 1975 | 1982  | 1990  | 1999  | 2006  | 2007  | 2012  |
| ---- | ---- | ---- | ----- | ----- | ----- | ----- | ----- | ----- |
| 408  | 433  | 709  | 1 006 | 1 124 | 1 037 | 1 184 | 1 205 | 1 357 |

| 2017  | 2022  | - | - | - | - | - | - | - |
| ----- | ----- | - | - | - | - | - | - | - |
| 1 399 | 1 359 | - | - | - | - | - | - | - |

Le nombre d'habitants de Quincey en forte croissance de ces dernières années s'explique par la construction de plusieurs lotissements depuis 1970.

### Enseignement
La commune compte une école primaire et maternelle de 7 classes qui scolarise, à la rentrée scolaire 2016-2017, 172 élèves.

### Santé
L'hôpital le plus proche est le centre hospitalier de Vesoul.

### Social
Le centre d’accueil des enfants et des adolescents a ouvert ses portes après plusieurs mois de construction à la rentrée scolaire 2009 - 2010. L'association ITEP gère le site de Quincey localisé au lotissement Les Vignes de la Corre.

### Sports
Des épreuves des championnats de France de cyclisme sur route 2016 de Vesoul se sont déroulées les 23, 25 et 26 juin 2016 sur le territoire de la commune de Quincey. On peut retenir également que la commune a accueilli l'arrivée de la seconde étape de la 25e Ronde Cycliste de la Haute-Saône le 12 avril 2015 (Champagney - Quincey soit 119 km).

### Festivités
La maison du Temps Libre (ou plus communément appelée salle des fêtes) fut inaugurée en 1986. Elle offre une grande capacité d’accueil (200 personnes) avec une grande salle polyvalente dotée d'un haut-plafond, une entrée, une cuisine entièrement équipée de vaisselles et d'appareils électro-ménager à usage professionnel et de sanitaires.

### Médias
La commune compte un bulletin d'informations municipales qui se nomme « L’Écho du Frais-Puits » depuis 2001.
Il existe pour la municipalité quincéenne plusieurs lieux d'affichage municipal.

## Culture locale et patrimoine

### Monuments

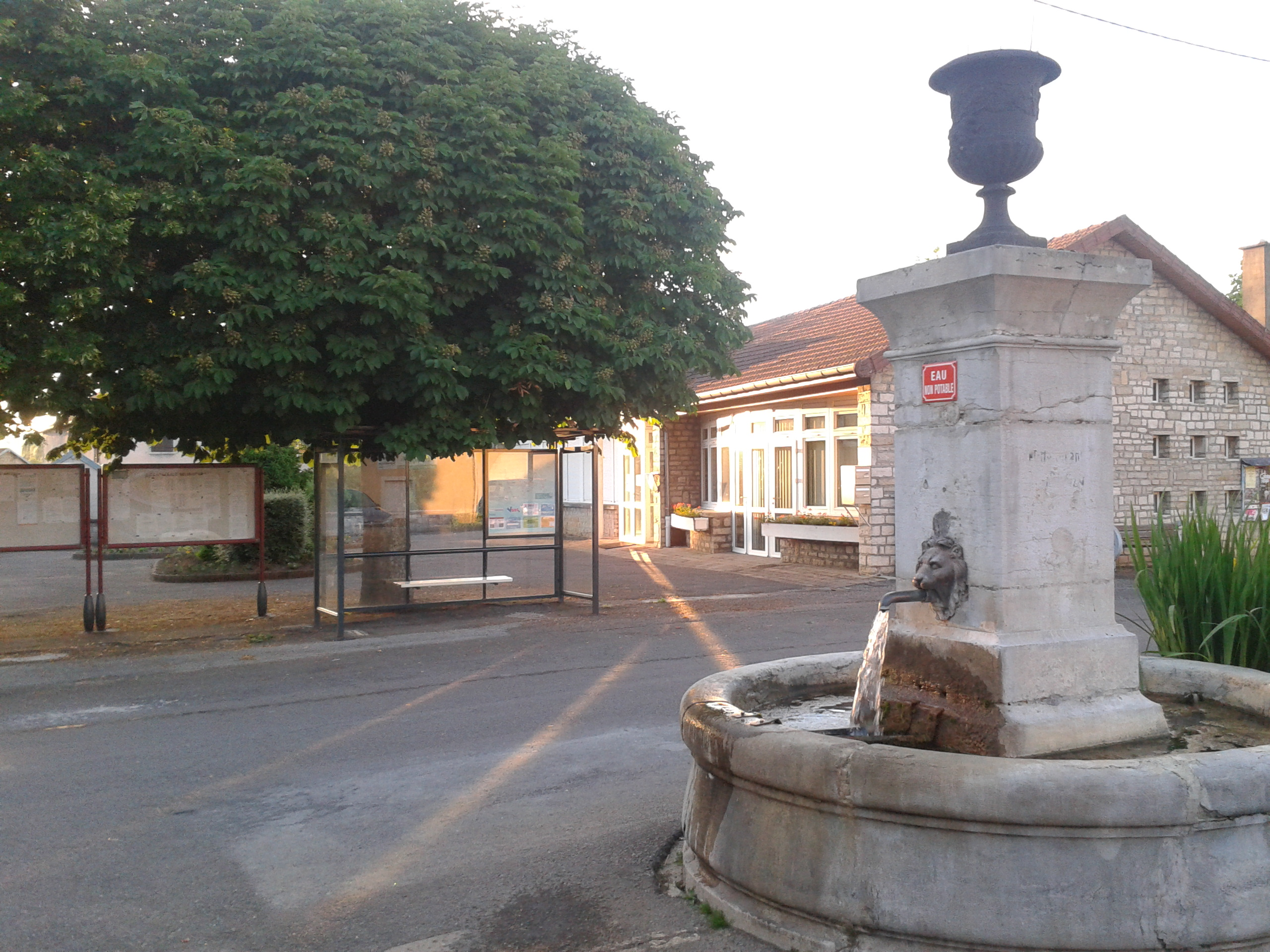
La fontaine de la Place située à côté de la mairie

Le village compte également de nombreuses maisons des XVIe, XVIIe et XVIIIe siècles.
L'église Saint-Pierre et Paul date du XVIIIe siècle. On peut y voir son clocher comtois, un sanctuaire ogival du XVIe, quatre statues du XVIIIe et une toile peinte par Dagnan-Bouveret en 1926.
Différents édifices historiques se trouvent à Quincey : l'ancienne ainsi que la mairie actuelle, l'ancienne et l'actuelle école communale ainsi que l'auberge de jeunesse.
Des fermes sont situées à plus de 2 km à l'est du centre du village (les Charbonniers, le Château Bleu, les Guinguenets, les Goudiaux située à proximité du centre équestre de Quincey aux abords de la départementale 9 direction Villersexel, les Jean Bel).
L'ancien moulin de Champdamoy devenu aujourd'hui un bar se situe à la Font de Champdamoy (exsurgence entre les communes de Quincey et Frotey-lès-Vesoul).
Quincey comptait il y a 50 ans 3 fontaines (aujourd'hui il n'y en a plus que 2) dans le village qui se nomment:
- la fontaine de la Place se situant à côté de la mairie (le lavoir fut détruit dans la fin des années 1960, et aujourd'hui les parties restantes sont le robinet principal et l'abreuvoir où il y a des poissons)[39].
- la fontaine du Bas (lavoir restauré en 2011) localisée à la rue de la Corre.

Il existait auparavant la fontaine du Haut, qui a été détruite depuis une cinquantaine d'années.

### Sites naturels

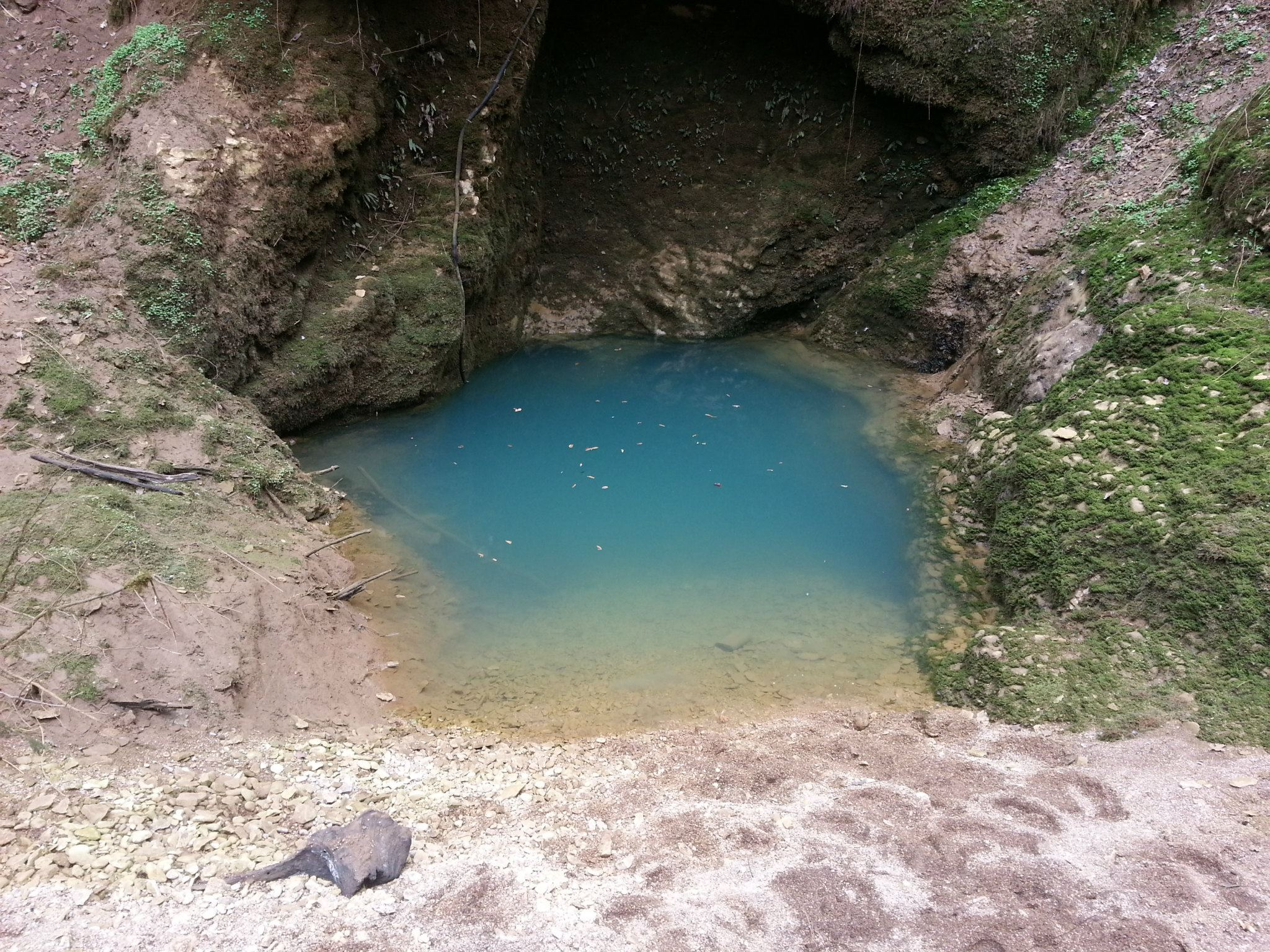
Frais-Puits

La commune compte sur son territoire un gouffre naturel dénommé Frais-Puits. Constitué de 5 kilomètres de galeries, il approvisionne en eau 30 000 personnes de l'agglomération de Vesoul.
La Font de Champdamoy est une résurgence classée depuis le 22 juillet 1973 située à Quincey. Il y existait autrefois un moulin devenu aujourd'hui un bar.
La voie verte le Chemin vert débute à Quincey.

### Personnalités liées à la commune

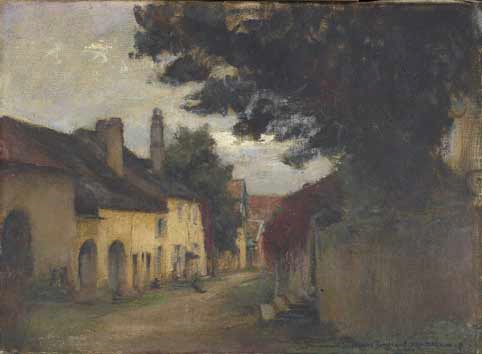
Vue de Quincey, tableau de Dagnan-Bouveret.

- Le peintre Pascal Dagnan-Bouveret (1852-1929), mort à Quincey[42].
- Le garde champêtre Arsène Quiney (1886 - ?).
- Le footballeur professionnel Jean Koos (1932-2008), mort a Quincey

### Héraldique
La famille de Quincey portait pour armes : « De gueules à la fasce d'argent accompagnée de trois sonnettes d'or ».